# Списък на германските танкове

## В периода 1917 – 1918 г.
- A7V Sturmpanzerwagen
- A7V/U Sturmpanzerwagen
- Grosstraktor

## В периода 1930 – 1945 г.
- Panzerkampfwagen I
- Panzerkampfwagen II
- Panzerkampfwagen III
- Panzerkampfwagen IV
- Panzerkampfwagen V „Panther“
- Panzerkampfwagen VI „Tiger (P)“, „Tiger“, „Tiger II“, „Klein Tiger“
- Panzerkampfwagen VIII „Maus“
- Paper Panzers

## В периода след 1945 г.
- Leopard 1
- Leopard 2

## Други

### Прототипи
- Daimler Sturmwagen
- Entwicklung
- Krupp
- K-Wagen
- Leichte Kampfwagen I (съкр. LK.I)
- Leichte Kampfwagen II (съкр. LK.II)
- Leichte Kampfwagen III (съкр. LK.III)
- Porsche
- Oberschlesien

## Трофейни
- Beutepanzerwagen IV (трофеен английски танк Mark IV „Hermaphrodite“)
- Beutepanzerwagen Mark A (трофеен английски танк Mark A „Whippet“)
- Panzerkampfwagen 35(t) (Sd.Kfz.140) (трофеен чешки танк LT vz.35)
- Panzerkampfwagen 38(t) (трофеен чешки танк LT vz.38)